# Plestiodon callicephalus
Plestiodon callicephalus är en ödleart som beskrevs av  Bocourt 1879. Plestiodon callicephalus ingår i släktet Plestiodon och familjen skinkar. IUCN kategoriserar arten globalt som livskraftig. Inga underarter finns listade i Catalogue of Life.